# ホンダ・アスコット
アスコット（Ascot）は、本田技研工業がかつて生産、発売していたセダン型の乗用車である。

## 概要
車体は4ドアセダンのみ。初代は4代目アコードの姉妹車で、2代目はインスパイアのプラットフォームを用いている。

## 初代 CB1/2/3/4型（1989-1993年）
1989年9月13日に、4代目アコードの姉妹車として登場した。アコードCAの廃止と、アコードがクリオ店の専売モデルとなったことで穴が空いたプリモ店で販売が行われた。スマートかつ先進的ムードのアコードに対して、6ライトウインドウの明るい外観とセダンらしい保守的でフォーマルなデザインがなされ、アコードには無い本革シートを装備したグレードも存在した。インパネもアコードと異なるデザインが与えられた。その他は基本的にアコードと同一であり、一部のグレードにはメーカーオプションとして4WSも用意されていた。
エンジンもアコードと同一のアルミ合金ブロックを使用した新開発のF型で、1.8Lと2.0Lがラインナップされたが、1991年8月のマイナーチェンジで、2.0L 電子制御キャブレター仕様（110PS）が廃止された。
キャッチコピーは「Aセダン」。初期のCM出演者は菅原文太と山下真司。
アコードと比べ、バブル期に登場した車の中では販売台数が少ない。この販売台数の不振から、次期型ではより上質な走りとタッチを達成するために、マルチシリンダー（直列5気筒）エンジンとFFミッドシップレイアウト採用に至った。
1990年、スポーツ感覚のグレード「FBT-i」追加。CMソングはエリック・クラプトンの「BAD LOVE」、TVCMにも上記の2名に代わり出演した。
1991年7月マイナーチェンジ。フロント周りとテール周りが新意匠となり、インパネのデザインがアコードと共通となった。
1992年3月3日に、欧州仕様のアコード及びその兄弟車ローバー・600をハードトップ化したアスコットイノーバが登場した。
1993年9月に生産終了。在庫対応分のみの販売となる。
1993年10月に2代目と入れ替わる形で販売終了。

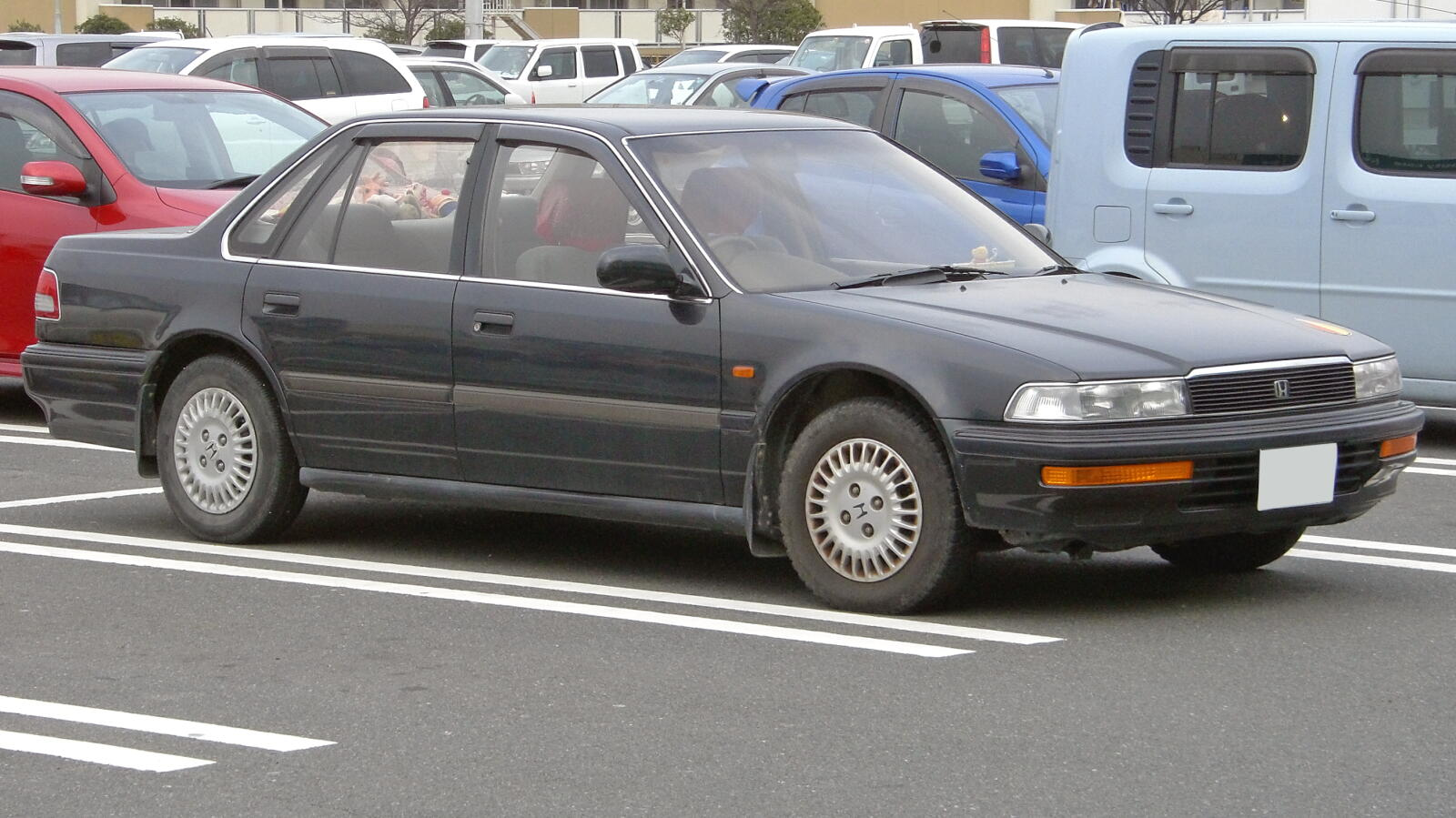
後期型

## 2代目 CE4/5型（1993-1997年）
1993年10月14日に、アコードから独立してフルモデルチェンジが実施された。新たにベルノ店専売のラファーガが姉妹車となった。プラットフォームは初代アコードインスパイア/3代目ビガーのものを使用している。
ボディは先代同様オーソドックスなサッシュドアを用いた4ドアセダンのみであり、ベースの初代インスパイアより全長は短かったものの、全高がたっぷりとられたことにより居住性やトランクスペースの向上につながった。しかし、室内にミッションが張り出すFFミッドシップレイアウトのため、同年デビューのオーソドックスな横置きレイアウトをとる5代目アコードと比べ、広々感では劣る。
初代インスパイア/ビガーの3ナンバー車に搭載されていた直列5気筒エンジンのG20A型とG25A型を設定。インスパイア/ビガーの3ナンバー車に搭載されていたバランサーを持たない改良型で、ともにレギュラーガソリン仕様だった。
基本的には先代から5ナンバーサイズを維持しているものの2.5L車のみ排気量の都合上、ベースの初代インスパイア/ビガー及びイノーバの2.3L車と同じく3ナンバー登録となる。
主力のアメリカ市場の安全基準に伴い、3ナンバーボディを採用した5代目アコードの国内マーケットの補完と、中級乗用車のマーケット獲得を念頭に開発された。しかしバブル崩壊後に開発された飾り気のないプレーンなボディはややインパクトに欠け、またプラットフォームを共用するインスパイア/ビガーとの明確なセグメント分けが曖昧だったことも災いし、ホンダが期待するようなセールスを獲得することは適わなかった。後にダンパー、スプリング、サスペンションブッシュをややハードに仕立てたスポーティグレードの「CS」を2.0Lに追加したが、2.5Lモデルでも開発が進められ、すでに仕上がっていた。しかし、営業サイドの意向で発売には至らなかった。その後も販売成績が好転することなく、1997年8月に生産終了し、9月に再び5ナンバーボディに回帰した6代目アコードの登場と共に販売を終了した。ラファーガと集約され、事実上の後継車は6代目アコードの姉妹車であるトルネオ。販売期間中の新車登録台数の累計はイノーバと一部合算して3万7617台。

## 車名の由来
- Ascot：「アスコット競馬」や「アスコット・タイ」で知られる英国の地名。この地が持つ上品で明るいイメージにちなんで名づけられた。

## 取扱販売店
- プリモ店